# Moskauer Hochschule für Malerei, Bildhauerei und Architektur

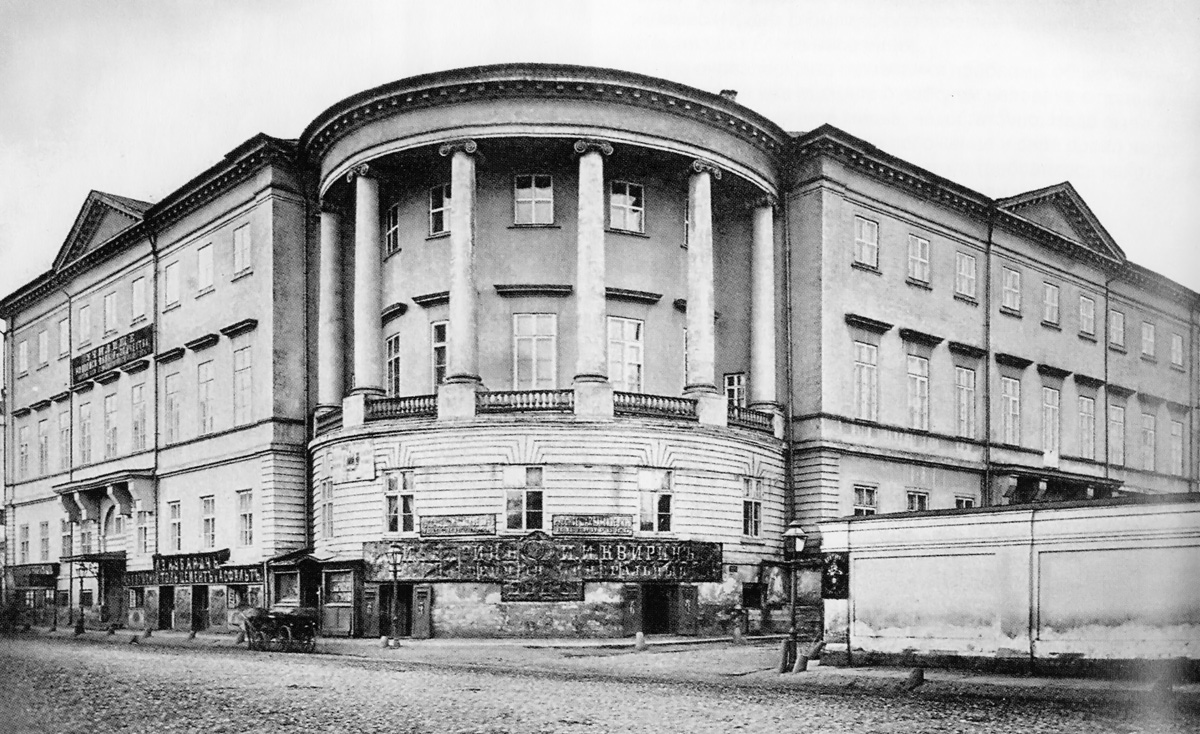
Das Jaschkow-Haus der Hochschule für Malerei, Bildhauerei und Architektur um 1900

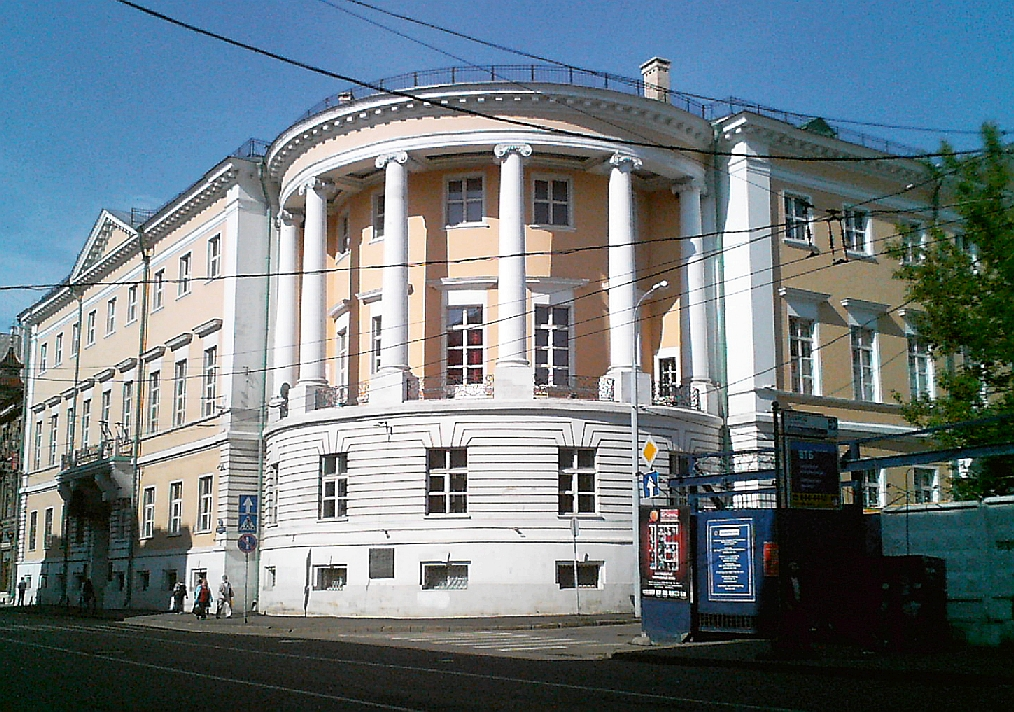
Gebäude heute der von Ilja Sergejewitsch Glasunow 1987 gegründeten Russischen Akademie für Malerei, Bildhauerei und Architektur

Die Moskauer Hochschule für Malerei, Bildhauerei und Architektur (kurz MUSchWS, russisch Московское училище живописи, ваяния и зодчества) war neben der Petersburger Kunstakademie eine der führenden Einrichtungen zur Ausbildung von Künstlern im vorrevolutionären Russland.

## Geschichte
Die Geschichte der Hochschule reicht bis in das Jahr 1832 zurück, als J. E. Makowski, A. S. Dobrowolski, W. S. Dobrowolski sowie A. S. Jastrebilow in Moskau eine Naturklasse ins Leben riefen – ein künstlerischer Zirkel, der den Künstlern die Möglichkeit bot, sich im Malen und Zeichnen zu vervollkommnen. Bald bekam dieser Kreis die Bezeichnung Künstlerklasse und im Jahr 1843 erfolgte die Umgestaltung in die Hochschule für Malerei und Bildhauerei der Moskauer Künstlergesellschaft, die im Jaschkow-Haus (Myasnitskaya-Straße 21, erbaut 1780–1790 von W. I. Baschenow) untergebracht war.
Im Jahr 1865 wurde die Moskauer Architekturhochschule dort auch untergebracht, wonach die Bezeichnung in Hochschule für Malerei, Bildhauerei und Architektur gewählt wurde.
Absolventen der Hochschule besaßen faktisch den gleichen Status wie die der Petersburger Kunstakademie. 1896 wurde die Einrichtung offiziell in eine Hochschuleinrichtung mit allgemeinbildenden und künstlerischen Abteilungen umgestaltet. Die Ausbildung betrug für Maler und Bildhauer 8 Jahre sowie für Architekten 10 Jahre. Seit 1915 befand sich die Hochschule in der Kompetenz des Ministeriums für Handel und Industrie.
Im Vergleich zur Petersburger Kunstakademie war die Moskauer Hochschule für Malerei, Bildhauerei und Architektur demokratischer organisiert und spielte in der zweiten Hälfte des 19. sowie dem Beginn des 20. Jahrhunderts eine große Rolle bei der Entwicklung der realistischen Kunst Russlands.

### Nachgeschichte der Hochschule und des Hauses
1918 wurde die Hochschule umgestaltet in die Zweite Staatliche Freie Kunstwerkstatt, dann 1920 mit Unterstützung W. I. Lenins in die WChUTEMAS (Высшие художественно-технические мастерские : Höhere Künstlerisch-Technische Werkstätten), die 1927/28 im Austausch mit dem deutschen Bauhaus stand. Sie sollten sich gezielt von der Tradition abwenden, wurden aber 1930 definitiv durch die stalinistische Politik geschlossen. Danach wurde die Einrichtung in das Moskauer Kunstinstitut, ab 1948 mit dem Namenszusatz Surikow, benannt nach Wassili Iwanowitsch Surikow (Московский Художественный Институт имени Сурикова), sowie das Moskauer Architektur-Institut (Московский Архитектурный Институт) und das Moskauer Druck-Institut aufgeteilt. Das Moskauer Kunstinstitut gehörte seit 1947 zur Kunstakademie der UdSSR und seit 1992 zur Russischen Kunstakademie. 
Ins Jaschkow-Haus zog 1942 ein Mechanisches Institut. Erst 1987 bezog das Gebäude eine vom Künstler Ilja Sergejewitsch Glasunow gegründete neue Akademie für Malerei, Bildhauerei und Architektur, die bis heute besteht und von der Russischen Föderation unterhalten wird.

### Dozenten und Absolventen
An der Moskauer Hochschule für Malerei, Bildhauerei und Architektur studierten und/oder lehrten im Laufe der Zeit verschiedene Künstler, wie z. B. Georgi Alexejew, Iow Altuchow, Abram Archipow, Konstantin Korowin, Sergei Korowin, Isaak Lewitan, Konstantin Makowski, Wladimir Makowski, Apollon Mokrizki, Wassili Perow, Antoine Pevsner, Thomas Bogdanowitsch-Dworschetski, Alexander Pomeranzew, Illarion Prjanischnikow, Tahir Salahov, Alexei Sawrassow, Wassili Polenow, Michail Nesterow, Walentin Serow, Serhij Switoslawskyj, Apollinari Wasnezow, Wassili Tropinin, Leonid Pasternak sowie Stanisław Żukowski.

## Einzelbelege
1. ↑  WChUTEMAS: Bauhaus aus Moskau – DW – 17.12.2014. Abgerufen am 27. November 2023.
2. ↑  WChUTEMAS: Die fortschrittlichste Kunstschule der Welt. In: Moskauer Deutsche Zeitung. 9. Dezember 2020, abgerufen am 27. November 2023.

Koordinaten: 55° 45′ 51″ N, 37° 38′ 8,7″ O